# لشکر سوم پیاده‌نظام (ورماخت)
لشکر سوم پیاده‌نظام (به آلمانی: 3. Infanterie-Division) یکی از لشکرهای پیاده‌نظام رایشسور و ورماخت بود که در ماه اوت سال ۱۹۳۹ بسیج گردید و در جنگ جهانی دوم حضور داشت.

## تاریخچه عملیاتی

### لشکر سوم پیاده‌نظام
با به قدرت رسیدن نازی‌ها در آلمان، پنج پایگاه نظامی جدید در غرب شهر فرانکفورت تأسیس شد. در همین مکان و در ماه اکتبر سال ۱۹۳۴ لشکر سوم پیاده‌نظام با توجه به محدودیت‌های پیمان ورسای، تحت عنوان پوششی «فرماندهی فرانکفورت» به فرماندهی سرهنگ کورت هازه ایجاد گردید. ماه اکتبر سال بعد عنوان اصلی علنی شد.

#### تهاجم به لهستان
در جریان تهاجم آلمانی نازی به لهستان در سپتامبر ۱۹۳۹ که به آغاز جنگ جهانی دوم منجر شد، لشکر سوم پیاده‌نظام به فرماندهی سرلشکر والتر لیکل متشکل از سه تیپ ۸، ۲۹ و ۵۰ پیاده و یک تیپ ۳ توپخانه در قالب سپاه ۲ از ارتش چهارم از گروه ارتش شمال با گذر از مرز پیشروی خود را به سمت ورشو آغاز کرد و نبرد بر سر این شهر مشارکت نمود.

#### عملیات در غرب
با پایان عملیات در لهستان، لشکر سوم پیاده‌نظام برای محافظت از مرزهای غربی به منطقه آیفل منتقل شد. در جریان تهاجم به فرانسه و کشورهای سفلی، این لشکر دهم ماه مه سال ۱۹۴۰ به عنوان پیش قراول سپاه ۳ از ارتش دوازدهم وارد خاک لوکزامبورگ شد و با گذر از رود موز در ناحیه نوزونویل، پوشش جناحین نیروی‌های زرهی را که به عنوان سر نیزه زرهی به سمت کانال مانش پیشروی می‌کردند، بر عهده گرفت.
در مرحله دوم عملیات، با چرخش به سمت جنوب تا پایان عملیات خود را به مرز مناطق تحت کنترل دولت فرانسه ویشی رساند. در همین موقعیت به رسته پیاده‌نظام موتوریزه تغییر حالت داد.

### لشکر سوم پیاده‌نظام موتوریزه

#### عملیات بارباروسا
لشکر سوم پیاده‌نظام موتوریزه پس از سازمان‌یابی مجدد، در جریان عملیات بارباروسا، تهاجم آلمان به شوروی در ژوئن ۱۹۴۱ به فرماندهی سپهبد کورت یان در قالب گروه زرهی ۴ از گروه ارتش شمال یورش به منطقه بالتیک را آغاز کرد. این لشکر ماه سپتامبر سال ۱۹۴۱ به دمیانسک رسید. لشکر سوم پیاده‌نظام موتوریزه برای نبرد مسکو به همراه گروه زرهی ۴ به گروه ارتش مرکز ملحق شد. این لشکر هنگام آغاز عملیات تایفون، تهاجم پاییزه ورماخت به مسکو، بخشی از سپاه ۵۷ موتوریزه از گروه زرهی ۴ بود. این لشکر در نهایت توانست خود را تا ۴۰ کیلومتری مسکو، پایتخت شوروی برساند.
در پی عدم حصول موفقیت، وادار به گرفتن موضع تدافعی در بخش مرکزی جبهه شرقی تا ماه آوریل سال ۱۹۴۲ شد. با ثبات یافتن نسبی خط مقدم، لشکر سوم پیاده‌نظام موتوریزه از خط مقدم عقب کشیده شده و پس از سازمان‌دهی مجدد این بار به قسمت جنوبی جبهه شرقی منتقل شد و به سپاه ۴۷ زرهی از ارتش چهارم زرهی پیوست. در جریان عملیات تابستانی سال ۱۹۴۲ موسوم به مورد آبی هفتم ماه ژوئیه موفق به تصرف وورونژ گردید. برای پیشروی به سمت جنوب، به سپاه ۱۴ زرهی از ارتش ششم ملحق شد. یازدهم اوت با گذر از کالاچ-نا-دونو به عملیات در جهت شمال استالینگراد ادامه داد. ضد حمله ارتش سرخ با عنوان عملیات اورانوس، موجب به محاصره درآمدن ارتش ششم از جمله لشکر سوم پیاده‌نظام موتوریزه حوالی استالینگراد گردید. تنها معدودی از یگان‌های این لشکر توانستند از به دام افتادن بگریزند. با عدم موفقیت تلاش آلمانی‌ها در شکست این محاصره، اواخر ماه ژانویه سال ۱۹۴۳ تمامی نیروهای باقیمانده داخل حلقه محاصره از جمله نفرات لشکر سوم پیاده‌نظام موتوریزه به فرماندهی سرهنگ یوبست فرایهر فون هانشتاین، تسلیم دشمن شده و به اسارت درآمدند.
با انهدام کامل لشکر سوم پیاده‌نظام موتوریزه، ماه ژوئیه همان سال این لشکر این بار با عنوان لشکر سوم پنتسرگرندیر در فرانسه تشکیل و برای مقابله با هجوم متفقین عازم ایتالیا شد و در ماه سپتامبر در خلع سلاح ارتش این کشور مشارکت نمود. با ورود نیروهای آمریکایی به سیسیل و جنوب ایتالیا، این لشکر در جریان عقب‌نشینی تدریجی آلمانی‌ها به سمت شمال حضور داشت. اوایل سال ۱۹۴۴ در نبرد آنزیو در مقابل قوای آمریکایی قرار گرفت و تا اواسط ماه ژوئن همان سال تا شمال رم عقب نشت. لشکر سوم پنتسرگرندیر اواسط ماه اوت سال ۱۹۴۴ از خط مقدم فراخوانده شده و در رده یگان‌های ارتش یکم در فرانسه قرار گرفت. اواسط اکتبر همان سال به منطقه عملیاتی حوالی آخن فرستاده شد تا در نبرد بر سر این شهر از ورود دشمنان به خاک آلمان جلوگیری کند. از بیستم ماه دسامبر یکی از یگان‌های عملیات تهاجمی در منطقه آردنن بود. در این عملیات به عنوان بخشی از ارتش ششم زرهی حوالی باستون به نبرد پرداخت. پس از شکست عملیات مذکور، ۸۰ تن از سربازان این لشکر که به اسارت نیروهای آمریکایی درآمده بودند، در روز سال نو ۱۹۴۵ در یک جنایت جنگی به قتل رسیدند. مابقی نفرات لشکر در جنوب کلن به سمت رودخانه راین عقب‌نشینی کردند و نهایتاً در شانزدهم ماه آوریل سال ۱۹۴۵، یک ماه پیش از شکست کامل آلمان، تسلیم قوای دشمن گردیدند.

## فرماندهان

### لشکر سوم پیاده‌نظام
- سرتیپ کورت هازه، ۴ آوریل ۱۹۳۴ تا ۳ ژوئیه ۱۹۳۶ (انتصاب با درجه سرهنگ و ارتقا به درجه سرتیپ در طول دوره فرماندهی این لشکر)
- سرلشکر والتر پتزل، ۳ ژوئیه ۱۹۳۶ تا ۱۱ اکتبر ۱۹۳۸
- سرلشکر والتر لیکل، ۱۱ اکتبر ۱۹۳۸ تا ۱ اکتبر ۱۹۴۰ (انتصاب با درجه سرتیپ و ارتقا به درجه سرلشکر در اول فوریه ۱۹۴۰ در طول دوره فرماندهی این لشکر)

### لشکر سوم پیاده‌نظام موتوریزه
- سرلشکر پاول بادر، ۱ اکتبر ۱۹۴۰ تا ۲۵ مه ۱۹۴۱
- سرلشکر کورت یان، ۲۵ مه ۱۹۴۱ تا ۱ آوریل ۱۹۴۲
- سرلشکر هلموت شلومر، ۱ آوریل ۱۹۴۲ تا ۱۵ ژانویه ۱۹۴۳ (دریافت برگ‌های بلوط صلیب شوالیه آهنین در ۲۲ دسامبر ۱۹۴۲ در طول دوره فرماندهی این لشکر)
- سرهنگ یوبست فرایهر فون هانستاین، ۱۵ تا ۲۸ ژانویه ۱۹۴۳ (تسلیم به ارتش سرخ در استالینگراد) (دریافت صلیب آلمانی طلایی در ۲۵ ژانویه ۱۹۴۳ در طول دوره فرماندهی این لشکر[۲])

### لشکر سوم پانزرگرندیر
- سرلشکر فریتس هوبرت گرزر، ۱ مارس ۱۹۴۳ تا ۱ ژوئن ۱۹۴۴ (دریافت برگ‌های بلوط صلیب شوالیه آهنین در ۲۶ ژوئن ۱۹۴۴ در طول دوره فرماندهی این لشکر)
- سرلشکر هانس گونتر فون روست، ۱ تا ۲۵ ژوئن ۱۹۴۴
- سرتیپ هانس هکر، ۲۵ ژوئن تا ۳ اکتبر ۱۹۴۴
- سرتیپ کورت کونو، اکتبر ۱۹۴۴
- سرهنگ امانوئل فون کیلیانی، اکتبر ۱۹۴۴
- سرلشکر والتر دنکرت، اکتبر ۱۹۴۴ تا آوریل ۱۹۴۵ (دریافت صلیب آلمانی طلایی در ۸ مارس ۱۹۴۵ در طول دوره فرماندهی این لشکر)

## سازمان
- یگان‌های بسیج‌شده لشکر در ۱ اوت سال ۱۹۳۹[۳]:
  - هنگ ۸ پیاده‌نظام
  - هنگ ۲۹ پیاده‌نظام
  - هنگ ۵۰ پیاده‌نظام
  - هنگ ۳ توپخانه
  - هنگ ۳۹ توپخانه
  - یگان‌های ۳ پشتیبانی لشکر
- سازمان لشکر در تابستان سال ۱۹۳۹ پیش از تهاجم به لهستان[۳]:
  - هنگ ۸ پیاده‌نظام:
    - ۳ گردان پیاده‌نظام - هر یک:
      - ۳ گروهان پیاده‌نظام
      - ۱ گروهان مسلسل

    - ۱ دسته شناسایی سواره
    - ۱ گروهان توپ پیاده‌نظام
    - ۱ گروهان ضدتانک
    - ۱ ستون تدارکات پیاده‌نظام سبک

  - هنگ ۲۹ پیاده‌نظام:
    - همانند هنگ ۱ پیاده‌نظام

  - هنگ ۵۰ پیاده‌نظام:
    - همانند هنگ ۱ پیاده‌نظام

  - هنگ ۳ توپخانه:
    - ۳ گروهان توپخانه سبک - هر یک:
      - ۳ آتشبار سبک

    - گروهان ۱ هنگ ۳۹ توپخانه:
      - ۳ آتشبار سنگین

    - گردان ۳ دیده‌بانی توپخانه

  - گردان ۳ ضدتانک:
    - ۱ دسته مخابرات موتوریزه
    - ۲ گروهان ضدتانک موتوریزه
    - گروهان ۵ گردان ۴۱ مسلسل سنگین

  - گردان ۳ شناسایی:
    - ۱ گروهان شناسایی سواره
    - ۱ گروهان شناسایی دوچرخه‌سوار
    - ۱ گروهان شناسایی سنگین:
      - ۱ گروه توپ پیاده‌نظام
      - ۱ دسته خودروی زرهی
      - ۱ دسته ضدتانک

  - گردان ۳ مهندسی:
    - ۲ گروهان مهندسی
    - ۱ گروهان مهندسی موتوریزه
    - ۱ گروهان پل‌ساز
    - ۱ گروهان تدارکات مهندسی

  - گردان ۳ جایگزینی
    - ۳ گروهان

  - گردان ۳ مخابرات:
    - ۱ گروهان تلفن بخشی‌موتوریزه
    - ۱ گروهان رادیو موتوریزه
    - ۱ ستون تدارکات مخابرات موتوریزه

  - نیروهای ۳ تدارکات لشکر:
    - ۸ ستون سبک تدارکات موتوریزه
    - ۱ ستون سبک سوخت موتوریزه
    - ۱ گروهان نگهداری موتوریزه
    - گروهان ۳ تدارکات موتوریزه
    - یگان ۳ نانوایی صحرایی
    - یگان ۳ سلاخی
    - اداره ۳ لشکر
    - ۳ گروهان بهداری موتوریزه
    - ۳ گروهان آمبولانس
    - گروهان ۳ دامپزشکی
    - دفتر ۳ پست صحرایی موتوریزه
    - یگان ۳ پلیس نظامی موتوریزه

ماه ژانویه سال ۱۹۴۰ گردان ۳ جایگزینی با جدا شدن از لشکر، گردان ۳ هنگ ۳۰۷ پیاده‌نظام را ایجاد کرد. ماه فوریه همان سال گردان ۲ هنگ ۲۹ پیاده‌نظام از لشکر جدا شد تا به گردان ۱ هنگ ۵۱۰ پیاده‌نظام بدل گردد. این گردان مجدداً در لشکر ایجاد شد.

## کتابشناسی
- Nafziger, George (2000). The German Order of Battle: Infantry In World War II. STACKPOLE BOOKS. ISBN 1-85367-393-5.
- Stahel, David (2013). Operation Typhoon: Hitler's March On Moscow, October 1941. Cambridge university press. ISBN 978-1-107-03512-6.